# 阿部未来
阿部 未来（あべ みらい、1985年3月9日 - ）は、日本の指揮者。2015年から2019年まで神奈川フィルハーモニー管弦楽団の副指揮者を務めた。

## 経歴
秋田県生まれ。2007年東京音楽大学音楽学部音楽学科器楽専攻（ピアノ）卒業。2009年同大学大学院科目等履修生作曲・指揮専攻（指揮）修了。
これまでにピアノを前田英樹、杉山とみえ、ロナルド・カヴァイェの各氏に、声楽を築地利三郎、小島聖史の各氏に、指揮を広上淳一、船橋洋介、三河正典、時任康文の各氏に師事。また、飯森範親氏の薫陶を受ける。
2010年アフィニス夏の音楽祭2010山形に指揮研究員として参加。
2011年ロータリー財団国際親善奨学生としてドイツに留学。ドレスデン・カール・マリア・フォン・ウェーバー音楽大学指揮科で、指揮をE.Klemm、S.Leissnerの各氏に、オペラコレペティションおよびオペラ指揮法をF.Brochhagen、V.Borritsの各氏に師事。また、C.Kluttigの薫陶を受ける。
2012年Landesbühnen Sachsenにてコレペティートル及び指揮者として研修。Sorbisches National-EnsembleBautzenの子どもの為のオペラプロジェクト「エンゲルベルト・フンパーディンク作曲『ヘンゼルとグレーテル (オペラ)』」にて、コレペティートルとしてゲスト契約し、プレミエ公演及び追加公演を指揮。
これまでに、東京都交響楽団、東京交響楽団、オーケストラ・アンサンブル金沢、山形交響楽団、仙台フィルハーモニー管弦楽団、神奈川フィルハーモニー管弦楽団、富士山静岡交響楽団、大阪フィルハーモニー交響楽団、日本センチュリー交響楽団、大阪交響楽団、京都市交響楽団、広島交響楽団、東京佼成ウインドオーケストラ、オオサカ・シオン・ウインドオーケストラ、東京混声合唱団等、各地の実演団体に客演。

## 受賞歴等
- 2015年 - 2019年 公益財団法人神奈川フィルハーモニー管弦楽団副指揮者
- 2020年 公益財団法人山田貞夫音楽財団第2回指揮者オーディションで山田貞夫音楽賞、並びに特選を受賞[2]
- 2021年度 セントラル愛知交響楽団アソシエイト・コンダクター[3]
- 2024年 名古屋音楽大学音楽学部指揮コース非常勤講師[4]